# Polymixia fusca
Espèce
Statut de conservation UICN

 LC  : Préoccupation mineure
 octobre 2018 
Polymixia fusca est une espèce de poissons marins de la famille des Polymixiidae.

## Distribution
Cette espèce se retrouve surtout dans l'Océan Indien, le long des côtes somaliennes et de l'Inde. Ce poisson vit aux profondeurs comprises entre 19 et 435 m.

## Description
Polymixia fusca mesure entre 13 et 23,5 cm pour un poids maximal de 183,5 g. C'est un poisson à nageoires rayonnées, qui capture ses proies en les avalant.

## Systématique
Le nom valide complet (avec auteur) de ce taxon est Polymixia fusca Kotthaus (d), 1970.

## Étymologie
Son épithète spécifique, du latin fusca, « sombre », fait référence à sa teinte générale brune.